# ヤマハ・BX-5
BX-5（ビー・エックス・ファイブ）は、ヤマハが販売していたエレクトリック・ベースである。

## 概要
- ヤマハが製作したヘッドレス・タイプのエレキベースBX-1の5弦ベースタイプ。1986年～1995年頃まで販売されていた。80年代当時は、スタインバーガーがヘッドレス・タイプのベースを発表したことで、ヘッドレス・タイプが流行していた。

## 使用ミュージシャン
- 渡辺建（元プリズム）
- 西村麻聡（FENCE OF DEFENSE）
- 日詰昭一郎